# Zapelji me
Zapelji me é um filme de drama esloveno de 2014 dirigido e escrito por Marko Šantić. Foi selecionado como representante da Eslovênia à edição do Oscar 2015, organizada pela Academia de Artes e Ciências Cinematográficas.

## Elenco
- Janko Mandic - Luka
- Nina Rakovec - Ajda
- Natasa Barbara Gracner - mãe de Luka
- Peter Musevski - Supervisor
- Dario Varga - Milan
- Primoz Pirnat - Blaz
- Grega Zorc - Stane
- Ljerka Belak - Milena
- Igor Zuzek
- Igor Samobor